# Primacia del bisbe de Roma

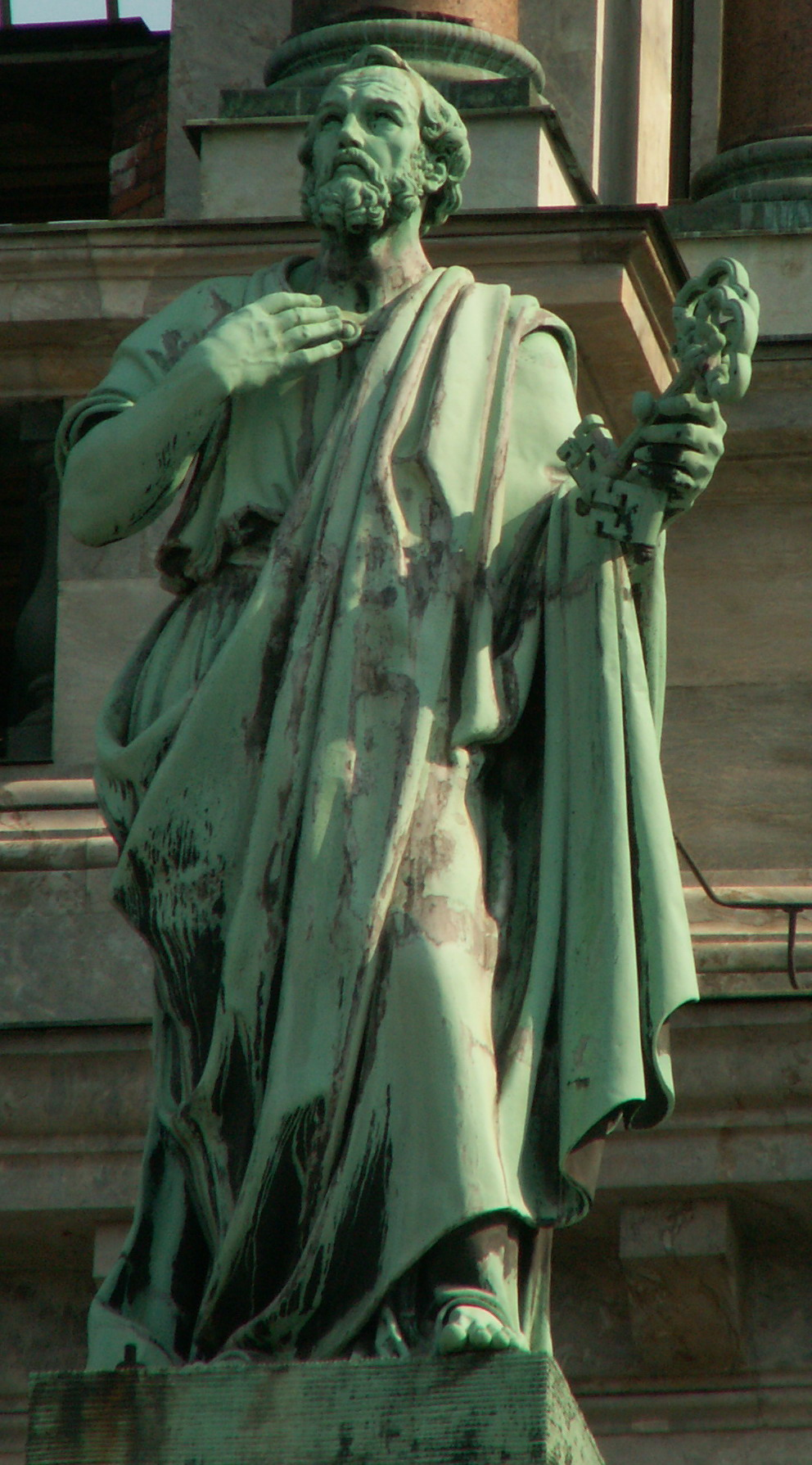
Sant Pere i les claus del Cel.

La primacia papal (o primat papal) és un dels atributs més importants del Bisbe de Roma (o Papa).

## Església catòlica
Segons la doctrina de l'Església Catòlica, el dogma de la primacia papal, consisteix en la suprema autoritat i poder del Bisbe de Roma, a la Santa Seu, sobre les diverses Esglésies que componen l'Església Catòlica en els seus ritu llatí i oriental. També és coneguda com a "primat del Pontífex Romà", "primat de Pere" i altres expressions correlatives.
També segons la creença catòlica, el mateix Jesucrist hauria establert el papat quan va conferir seves responsabilitats i poders a l'apòstol Sant Pere. Per tant, l'Església Catòlica accepta el Papa com a cap universal de l'Església.

## Església Ortodoxa
Altres tradicions cristianes, com les Esglésies Ortodoxes, reconeixen el Bisbe de Roma només com a "Patriarca de l'Occident" i fins i tot com a primer bisbe entre els seus parells o iguals (primus inter pares). Després, els ortodoxos consideren que el Bisbe de Roma té només una primacia d'honra (i neguen per això l'autoritat suprema del Papa), que, des del Gran Cisma d'Orient (1054), no té cap poder concret sobre aquestes Esglésies cristianes.
Recentment, a causa del gran esforç ecumènic, les Esglésies Catòlica i Ortodoxa han arribat finalment a un consens mínim sobre la qüestió de la primacia papal. Aquest consens, expressat al "Document de Ravenna" (que va ser aprovat en el dia 13 d'octubre del 2007), consisteix en el reconeixement de les dues parts " que el Bisbe de Roma […] és el "protos", és a dir, el primer entre els patriarques de tot el món, atès que Roma, segons l'expressió de Sant Ignasi d'Antioquia, és l'Església que presideix en la caritat, com Ireneu de Lió amb la seva expressió Cal que qualsevol Església estigui en harmonia amb aquesta Església,' ". Però, així mateix, "encara existeix divergència entre catòlics i ortodoxos pel que fa a les prerrogatives" i als privilegis d'aquesta primacia", vist que, actualment, els ortodoxos encara només concedeixen al Papa una simple primacia d'honra.